# 乌克兰国防部情报总局
乌克兰国防部情报总局（烏克蘭語：Головне управління розвідки Міністерства оборони України，羅馬化：Holovne upravlinnia rozvidky Ministerstva oborony Ukrainy，縮寫為：ГУР МОУ / HUR MOU）是烏克蘭武裝部隊的军事情报机构。隶属于乌克兰国防部，而不是烏克蘭武裝部隊總參謀部。该局主要任务为依据关于情报工作的乌克兰法律，收集、分析、处理并向上级提供情报信息。

## 活动范围
乌克兰国防部情报总局在军事、政治、技术、经济、信号、信息和环境领域开展活动。
主要任务：
- 获取、分析和向乌克兰高级民事和军事当局传递情报信息。
- 执行特殊任务以促进乌克兰在经济、政治、军事、技术、环境和信息领域的国家利益和国家政策，为国防做出贡献，促进经济发展，促进科学技术，保护国家边界。
- 参与打击恐怖主义、国际有组织犯罪、毒品、武器和技术贩运以及非法移民的行动。
- 应对可能影响乌克兰国家安全、公民的生命和健康以及国外国家设施的外部威胁。

## 纹章

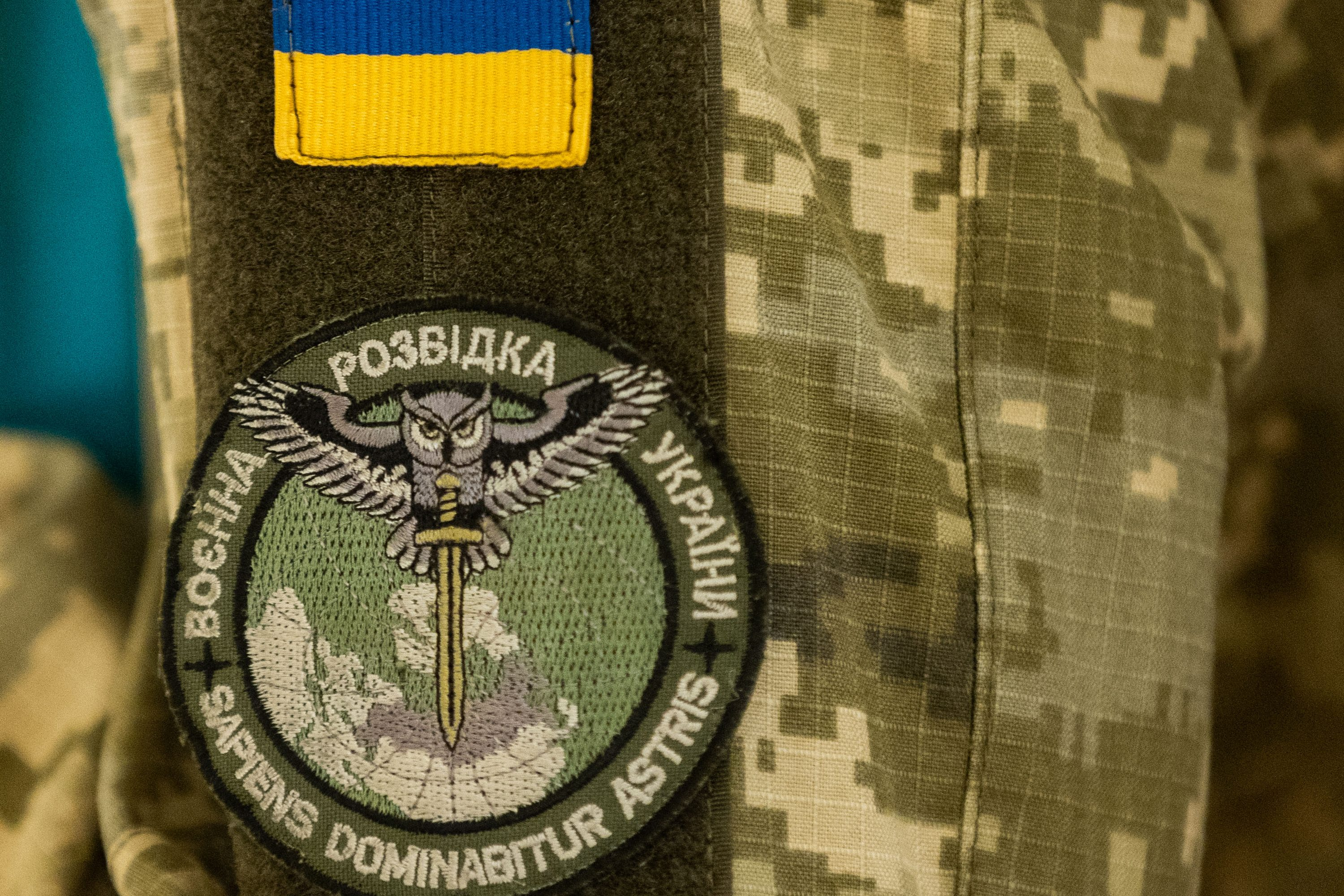
乌克兰军情局的新徽记

乌克兰军情局在2016年左右采用了目前的标志：一只象征智慧，敏锐与洞察力的猫头鹰将利剑刺向地图上的俄罗斯。徽标周围有两个铭文。一个是（“乌克兰军事情报”），第二个是拉丁语（“智者将主宰星辰”）。猫头鹰不仅是可怖的夜间猎手，其捕食的对象蝙蝠更是俄罗斯军事情报局(格鲁乌)的象征物。
这一新徽记在2016年10月于时任乌克兰总统彼得·波罗申科的网站上的一则新闻中曝光，随即引来时任俄国副总理，新纳粹分子德米特里·罗戈津愤怒的批评。

## 历史

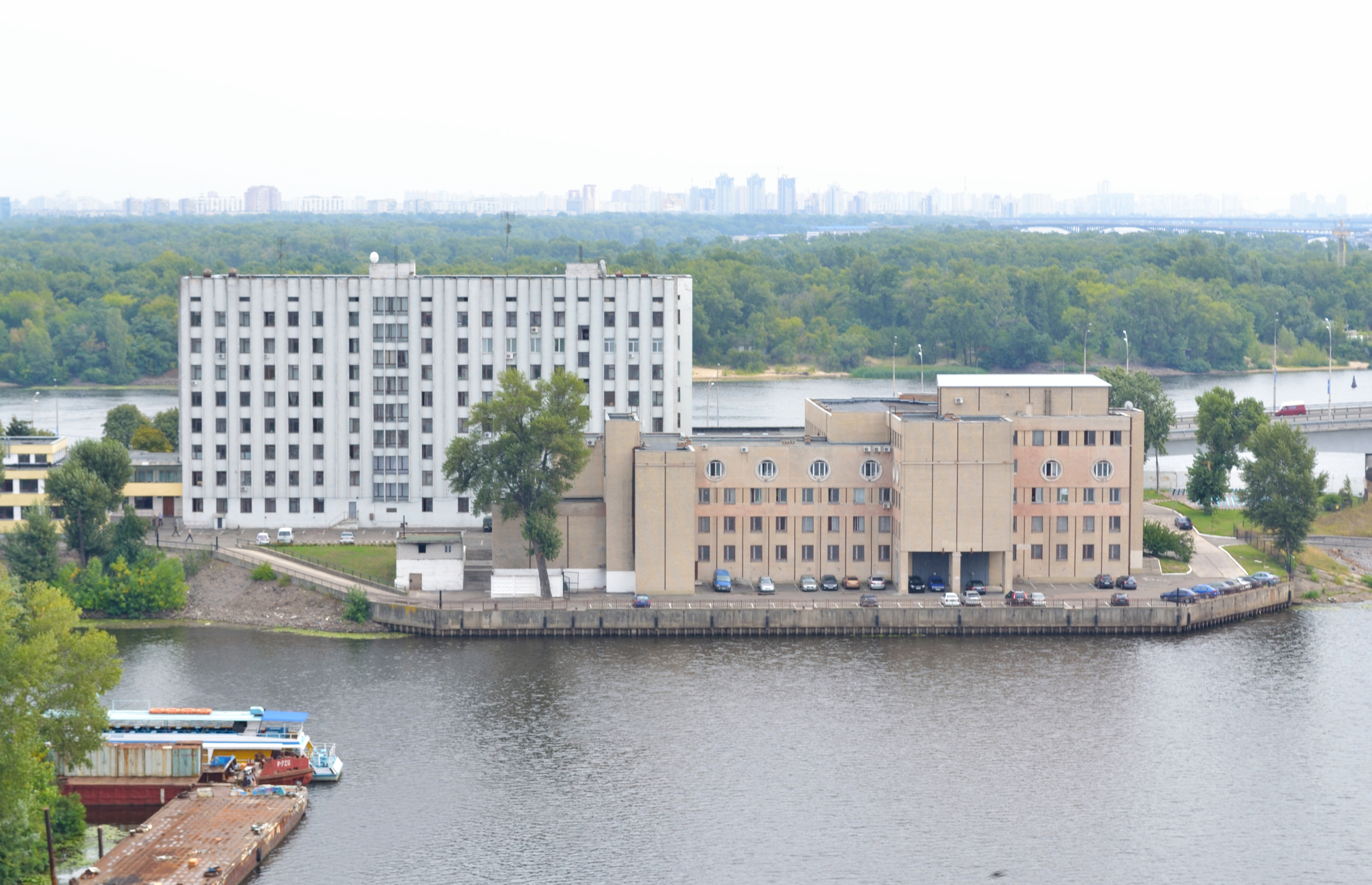
总局办公楼

1991年苏联解体时，乌克兰继承了苏军的基辅军区、敖德萨军区、外喀尔巴阡军区的情报部门基础上，于1992年2月成立乌克兰武装力量总部情报局。1992年9月7日乌克兰总统签署法令，成立乌克兰国防部战略情报局。 1993年7月6日乌克兰总统签署法令，把上述两个机构合并为乌克兰国防部军事情报总局。1994年4月14日改称乌克兰国防部情报总局。

### 喀布尔空运

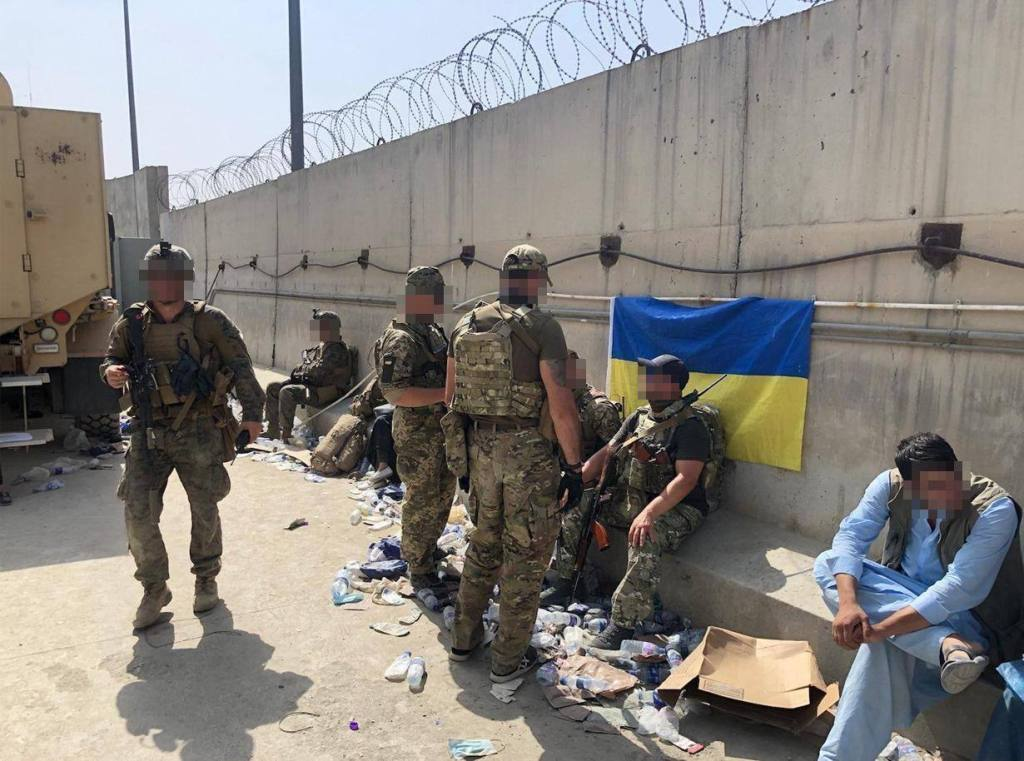
隶属于HUR的特种部队在喀布尔机场

2021年，美军撤出阿富汗，塔利班在内战中得势，包括乌克兰在内的多国派出运输机自阿富汗撤出外交官和侨民。隶属于HUR的特种部队也参与了这次行动。除了撤离本国侨民之外，乌克兰特种部队还在8月26日的自杀式袭击后的混乱中成功救出了多位和加拿大相关的人士。

### 解救在叙利亚被囚禁的侨民
2023年3月17日，尽管乌克兰国内正在遭受俄国的全面入侵，但属于HUR的特种部队仍在叙利亚执行了一次任务，并成功解救了8名被囚禁的乌克兰侨民。HUR发表的声明称：“即使在俄罗斯发动侵略战争的情况下，乌克兰也不会忘记她陷入困境的公民，并将会在全球任何地方拯救他们”。此前，由于当时统治叙利亚的阿萨德政权在内战中受俄罗斯支持并承认俄国对乌克兰领土的侵占，乌克兰没有同叙利亚保持外交关系。

## 组织架构
来源：
内设局:
- 战略情报局
- 乌克兰武装力量总参谋部情报分析局
- 情报分析局
- 人事局
- 后勤局

部:
- 内部安全部
- 规划部
- 自动化和通信部
- 经济财务部
- 情报和保密部

乌克兰武装力量侦察分队：
- 第10特遣队
- 第49侦察营(训练)
- 第54侦察营
- 第74侦察营
- 第129侦察营
- 第140侦察营
- 第143侦察营
- 第129侦察营
- 第130侦察营
- 第131侦察营

乌克兰国民卫队侦察分队：
- 欧米咖反恐特战队，新彼得里夫齊
- 维嘉特战队，利沃夫
- 阿瑞斯特别情报队，哈尔科夫

## 历任局长
- 1992年10月16日 - 1997年6月9日：亚历山大·亚历山德罗维奇·斯基帕利斯基（英语：Oleksandr Skipalsky）中将（Олександр Олександрович Скіпальський）
- 1997年6月9日 - 2000年9月29日：伊戈尔·彼得罗维奇·斯梅什科（英语：Ihor Smeshko）上将（Ігор Петрович Смешко）
- 2000年9月29日 - 2003年3月13日：维克托·尼古拉耶维奇·帕利（烏克蘭語：Палій Віктор Миколайович）上将（Віктор Миколайович Палій）
- 2003年3月13日 - 2008年1月17日：亚历山大·伊万诺维奇·加拉卡（烏克蘭語：Галака Олександр Іванович）上将（Олександр Іванович Галака）
- 2008年1月17日 - 2010年8月17日：维克托·伊万诺维奇·格沃兹德（英语：Viktor Hvozd）中将（Віктор Іванович Гвоздь）
- 2010年8月17日 – 2014年2月26日：谢尔盖·亚历山德罗维奇·格梅扎（烏克蘭語：Гмиза Сергій Олександрович）少将（Сергій Олександрович Гмиза）
- 2014年3月3日 - 2015年7月28日：尤里·阿纳托利耶维奇·帕夫洛夫（英语：Yuriy Pavlov）少将（Юрій Анатолійович Павлов）
- 2015年7月28日 - 2016年10月15日[11]：瓦列里·维塔利耶维奇·孔德拉丘克（英语：Valery Kondratyuk）中将（Валерій Віталійович Кондратюк）
- 2016年10月15日[1] - 2020年8月5日：瓦西里·瓦西里耶维奇·布尔巴（英语：Vasyl Burba）少将（Василь Васильович Бурба）
- 2020年8月5日 - ：基里爾·布達諾夫少将

## 裝備
- UH-60黑鹰直升机[12]